# Parafia Matki Bożej Fatimskiej w Stecówce
Parafia pod wezwaniem Matki Bożej Fatimskiej w Stecówce – parafia rzymskokatolicka, w przysiółku Stecówka. Należy do dekanatu Istebna diecezji bielsko-żywieckiej. 
Jest to najmniejsza parafia w dekanacie. Należą do niej wierni z przysiółków Istebnej: Leszczyna, Łączyna, Mlaskawka, Pietraszonka, Skała, Stecówka i Murzynka. W 2005 roku do parafii należało około 450 wiernych.

## Historia
Górska kaplica na obszarze parafii pw. Jezusa Dobrego Pasterza w Istebnej została wzniesiona w latach 1957-1958 przez miejscowych cieśli. Poświęcono ją 12 stycznia 1958. W 1959 dobudowano wieżę i zakrystię. Kaplica zostaje siedzibą rektora ks. Antoniego Goliasza w 1971. Kościołem parafialny jest od 29 stycznia 1981.
W 1983 wzniesiono budynek probostwa. W 1997 z Jaworzynki, z przysiółka Trzycatek, przeniesiono tamtejszą drewnianą kaplicę z 1948 pw. Matki Bożej Frydeckiej i 24 maja poświęcono pw. św. Józefa w przysiółku Mlaskawka jako kościół filialny parafii w Stecówce.
W nocy z 2 na 3 grudnia 2013, doszczętnie spłonął drewniany, zabytkowy kościół Matki Bożej Fatimskiej.